# Tour de Norvège 2016
La 6e édition du Tour de Norvège a eu lieu du 18 au 22 mai 2016. La course fait partie du calendrier UCI Europe Tour 2016 en catégorie 2.HC.

## Équipes
Classés en catégorie 2.HC de l'UCI Europe Tour, le Tour de Norvège est par conséquent ouvert aux WorldTeams dans la limite de 70 % des équipes participantes, aux équipes continentales professionnelles, aux équipes continentales norvégiennes, aux équipes continentales étrangères dans la limite de deux, et à une équipe nationale norvégienne.
| WorldTeams (3)- Dimension Data - Lotto-Soudal - Lotto NL-Jumbo Équipes continentales professionnelles (11)- Bora-Argon 18 - Caja Rural-Seguros RGA - Delko-Marseille Provence-KTM - Drapac - Nippo-Vini Fantini - ONE Pro Cycling - Roompot-Oranje Peloton - Stölting Service Group - Team Roth - Topsport Vlaanderen-Baloise - Wanty-Groupe Gobert Équipes continentales (6)- Joker Byggtorget - Coop-Øster Hus - FixIT.no - Ringeriks-Kraft - Sparebanken Sør - Tre Berg-Bianchi Équipe nationale- Norvège |
| |

## Étapes
| Étape     | Date   | Villes étapes                        | type                      | Distance (km) | Vainqueur d'étape    | Leader du classement général |
| --------- | ------ | ------------------------------------ | ------------------------- | ------------- | -------------------- | ---------------------------- |
| 1re étape | 18 mai | Drammen – Langesund                  | étape de plaine           | 172,4         | Steele Von Hoff      | Steele Von Hoff              |
| 2e étape  | 19 mai | Kragerø – Rjukan                     | étape de moyenne montagne | 211,2         | Pieter Weening       | Pieter Weening               |
| 3e étape  | 20 mai | Rjukan – Geilo                       | étape de moyenne montagne | 168,3         | Mads Pedersen        | Pieter Weening               |
| 4e étape  | 21 mai | Flå – Aéroport d'Hønefoss à Eggemoen | étape vallonnée           | 173,2         | Edvald Boasson Hagen | Pieter Weening               |
| 5e étape  | 22 mai | Drøbak – Sarpsborg                   | étape vallonnée           | 163,4         | Edvald Boasson Hagen | Pieter Weening               |

## Classements finals

### Classement général final
| \| Classement général \| Classement général \| Classement général \| Classement général \| Classement général \| \| Coureur \| Coureur \| Pays \| Équipe \| Temps \| \| ------------------ \| -------------------- \| ------------------ \| --------------------------- \| ------------------ \| \| 1er \| Pieter Weening \| Pays-Bas \| Roompot-Oranje Peloton \| 21 h 17 min 20 s \| \| 2e \| Edvald Boasson Hagen \| Norvège \| Dimension Data \| + 23 s \| \| 3e \| Sondre Holst Enger \| Norvège \| IAM Cycling \| + 33 s \| \| 4e \| Odd Christian Eiking \| Norvège \| FDJ \| + 55 s \| \| 5e \| Sander Armée \| Belgique \| Lotto-Soudal \| + 57 s \| \| 6e \| José Mendes \| Portugal \| Bora-Argon 18 \| + 59 s \| \| 7e \| Marco Minnaard \| Pays-Bas \| Wanty-Groupe Gobert \| + 1 min 02 s \| \| 8e \| Eliot Lietaer \| Belgique \| Topsport Vlaanderen-Baloise \| + 1 min 19 s \| \| 9e \| Pello Bilbao \| Espagne \| Caja Rural-Seguros RGA \| + 1 min 30 s \| \| 10e \| August Jensen \| Norvège \| Coop-Øster Hus \| + 1 min 31 s \| |                      |          |                             |                  |
| |                      |          |                             |                  |
| Source : ProCyclingStats |                      |          |                             |                  |
| Classement général |                      |          |                             |                  |
| Coureur | Coureur              | Pays     | Équipe                      | Temps            |
| 1er | Pieter Weening       | Pays-Bas | Roompot-Oranje Peloton      | 21 h 17 min 20 s |
| 2e | Edvald Boasson Hagen | Norvège  | Dimension Data              | + 23 s           |
| 3e | Sondre Holst Enger   | Norvège  | IAM Cycling                 | + 33 s           |
| 4e | Odd Christian Eiking | Norvège  | FDJ                         | + 55 s           |
| 5e | Sander Armée         | Belgique | Lotto-Soudal                | + 57 s           |
| 6e | José Mendes          | Portugal | Bora-Argon 18               | + 59 s           |
| 7e | Marco Minnaard       | Pays-Bas | Wanty-Groupe Gobert         | + 1 min 02 s     |
| 8e | Eliot Lietaer        | Belgique | Topsport Vlaanderen-Baloise | + 1 min 19 s     |
| 9e | Pello Bilbao         | Espagne  | Caja Rural-Seguros RGA      | + 1 min 30 s     |
| 10e | August Jensen        | Norvège  | Coop-Øster Hus              | + 1 min 31 s     |